# Julija Golubčikova
Julija Alekseevna Golubčikova (in russo Юлия Алексеевна Голубчикова?; Mosca, 27 marzo 1983) è un'astista russa.
Alle Olimpiadi di Pechino 2008 è arrivata ad un passo dal podio terminando la gara al 4º posto con la misura di 4,75 m, la stessa ottenuta dalla connazionale Feofanova (medaglia di bronzo) ma realizzata con un errore in più dell'avversaria.

## Palmarès
| Anno | Manifestazione    | Sede       | Evento           | Risultato | Prestazione | Note |
| ---- | ----------------- | ---------- | ---------------- | --------- | ----------- | ---- |
| 2002 | Mondiali juniores | Kingston   | Salto con l'asta | Argento   | 4,30 m      |      |
| 2005 | Universiadi       | Smirne     | Salto con l'asta | 9ª        | 4,00 m      |      |
| 2007 | Europei indoor    | Birmingham | Salto con l'asta | Argento   | 4,71 m      |      |
| 2007 | Mondiali          | Osaka      | Salto con l'asta | 6ª        | 4,65 m      |      |
| 2008 | Giochi olimpici   | Pechino    | Salto con l'asta | 4ª        | 4,75 m      |      |
| 2009 | Europei indoor    | Torino     | Salto con l'asta | Oro       | 4,75 m      |      |
| 2009 | Mondiali          | Berlino    | Salto con l'asta | Finale    | dns         |      |
| 2010 | Europei           | Barcellona | Salto con l'asta | 7ª        | 4,55 m      |      |

## Altre competizioni internazionali
2007
- Coppa Europa di atletica leggera ( Monaco di Baviera)

2008
- Coppa Europa di atletica leggera ( Annecy)